# Бистра (општина)
Бистра је општина у Загребачкој жупанији, Република Хрватска. Седиште општине је насеље Пољаница Бистранска.

## Историја
До територијалне реорганизације у Хрватској налазила се у саставу бивше велике општине Запрешић.

## Становништво
На попису становништва 2011. године, општина Бистра је имала 6.632 становника, од чега у седишту општине, насељу Пољаница Бистранска 1.261.